# Liste der Bodendenkmäler in Burbach (Siegerland)
Die Liste der Bodendenkmäler in Burbach enthält die denkmalgeschützten unterirdischen baulichen Anlagen, Reste oberirdischer baulicher Anlagen, Zeugnisse tierischen und pflanzlichen Lebens und paläontologischen Reste auf dem Gebiet der Gemeinde Burbach im Kreis Siegen-Wittgenstein in Nordrhein-Westfalen (Stand: März 2011). Diese Bodendenkmäler sind in Teil B der Denkmalliste der Gemeinde Burbach eingetragen; Grundlage für die Aufnahme ist das Denkmalschutzgesetz Nordrhein-Westfalen (DSchG NRW).
| Bild | Bezeichnung  | Lage                  | Beschreibung | Bauzeit | Eingetragen seit | Denkmal- nummer |
| ---- | ------------ | --------------------- | ------------ | ------- | ---------------- | --------------- |
|      | Burg Burbach | Burbach               |              |         |                  |                 |
|      | Brunnen      | Wahlbach Bergstraße 3 |              |         | 12.06.1987       |                 |